# Schlacht an der Hartwarder Landwehr
Die Schlacht an der Hartwarder Landwehr (auch Schlacht an der Hartwarder Schanze genannt) fand am 21. Januar 1514 bei Rodenkirchen im Stadland statt.

## Vorgeschichte
Im Jahre 1488 zog Herzog Albrecht der Beherzte von Sachsen (Meißen) zur Befreiung des von den Bürgern in Brügge gefangenen Maximilian I. gegen das rebellische Flandern. Maximilian übertrug ihm die Statthalterschaft der Niederlande. Zum Lohn für die Bewältigung derselben sowie als Ersatz für die aufgewandten Kosten erhielt er 1498 die Erbstatthalterschaft von Friesland, dessen Teilgebiete vom Westergo bis Sylt er jedoch erst mit Waffengewalt hätte unterwerfen müssen.
Graf Edzard I. von Ostfriesland leistete nach anfänglicher Huldigung Albrechts Widerstand gegen die Pläne der Sachsenherzöge. Er unterstützte 1505 friesische Rebellen in der Stadt und der Provinz Groningen, die er in seine Grafschaft einzugliedern versuchte, und wurde daraufhin auf Betreiben Georgs von Sachsen, des Nachfolgers Albrechts, vom Kaiser mit der Reichsacht belegt. Ein Kirchenbann gegen Edzard folgte. Damit begann die Sächsische Fehde.
1507 schlossen die Sachsen ein Bündnis mit Graf Johann V. von Oldenburg und den Herzogen von Braunschweig-Lüneburg, die Ostfriesland von Osten her bedrängen sollten, obwohl die Oldenburger bereits 1500 Pläne zur Eroberung von Butjadingen und dem Stadland umzusetzen versuchten und dadurch die Ansprüche der Sachsen auf dieses Gebiet ignorierten. Edzard sagte den benachbarten Friesen zwischen Jade und Weser seinen Schutz zu, die ihm daraufhin huldigten. Da zu dieser Zeit der Erzbischof von Bremen ein Welfe war, war von ihm keine Unterstützung der Butjadinger und Stadlander im Kampf gegen die Oldenburger zu erwarten, obwohl es eine traditionelle Rivalität zwischen den Bremern und den Oldenburgern gab.

## Verlauf der Schlacht

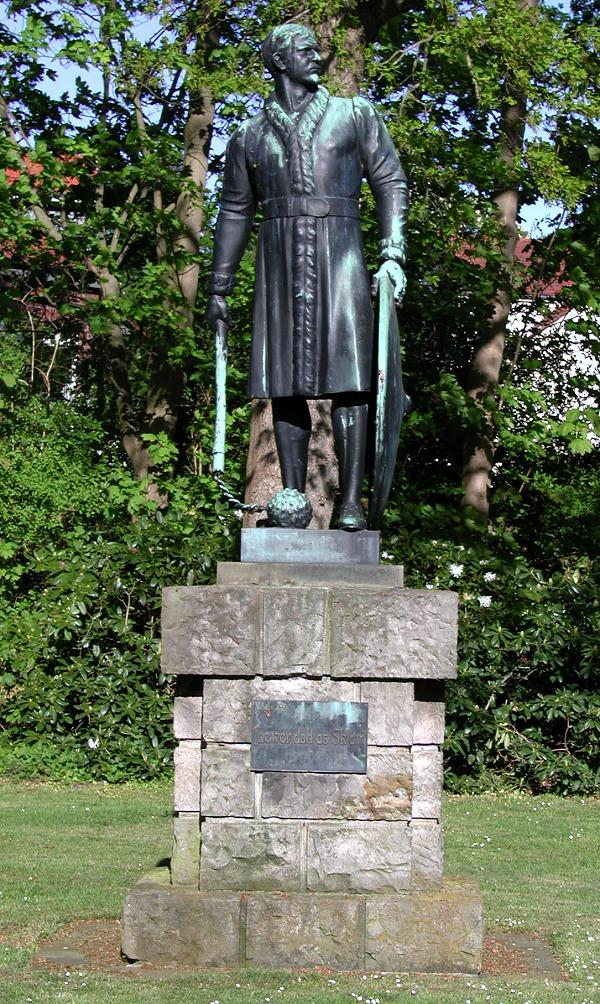
Denkmal des „Hartwarder Friesen“, 1914 in Rodenkirchen (Stadland) zur Erinnerung an den 400. Jahrestag der Schlacht an der Hartwarder Landwehr aufgestellt

Im Verlauf des Jahres 1514 überstürzten sich die Ereignisse: Am 17. Januar 1514 begann die Vollstreckung der Reichsacht gegen Edzard. Durch Angriffe auf sein eigenes Territorium gebunden, konnte er den Butjadingern und Stadlandern nicht zu Hilfe eilen.
Am Morgen des 21. Januar 1514 trafen sich der Graf von Oldenburg und mehrere Welfen-Herzöge zu einer letzten Lagebesprechung im St. Paulskloster vor Bremen und brachen wohl noch am gleichen Tag auf. Wegen des harten Winters waren Flüsse und Moore gefroren, so dass der Vormarsch zügig vorankam und die Angreifer sogar die zugefrorene Weser als Transportweg für ihre Geschütze nutzen konnten. Nach kurzer Belagerung gelangen den Angreifern die Einnahmen von Golzwarden und Rodenkirchen. An der Hartwarder Landwehr hatten die Butjadinger und Stadlander Friesen am Strohauser Sieltief eine Schanze aus Eisblöcken bis zum Moor errichtet und dahinter Stellung bezogen. Bei dem sich anschließenden verzweifelten Kampf fiel der Großteil der Verteidiger. In zeitgenössischen Chroniken ist die Rede von bis zu 700 Gefallenen. Die letzten Verteidiger konnten sich noch in die Kirche von Langwarden zurückziehen und verschanzten sich dort. Sobald die Angreifer ihre Geschütze herangebracht hatten, fiel auch dieses letzte Bollwerk, und die letzten Verteidiger starben auf der Langwarder Burmeide. Nachdem nun der letzte Widerstand gebrochen war, wurden die Landesgemeinden gründlichst ausgeraubt und ausgeplündert. Die überlebenden Friesen wurden durch den Esenshammer Friedensvertrag zu Untertanen der Grafen von Oldenburg und der Herzöge von Braunschweig. Das Land wurde zunächst zwischen den Grafen von Oldenburg und Heinrich dem Älteren von Braunschweig, Heinrich dem Mittleren von Lüneburg und Erich von Calenberg aufgeteilt, gelangte aber durch Kauf 1523 vollständig in den Besitz der Grafen von Oldenburg.

## Bedeutung der Schlacht für die Entwicklung der Wesermarsch und des Hauses Oldenburg
Das zweite Jahrzehnt des 16. Jahrhunderts brachte in mehrfacher Hinsicht eine Zeitenwende für die westliche Wesermarsch mit sich:
1. Die verlorenen Schlachten um die Hartwarder Landwehr und die Kirche von Langwarden im Jahr 1514 besiegelten das Ende der „Friesischen Freiheit“. Die Zeit eines selbstbestimmten, auf genossenschaftlichen Traditionen beruhenden Gemeinwesens der Butjadinger und Stadlander in Bauernrepubliken war 1514 endgültig beendet. Die Grafen von Oldenburg etablierten über die folgenden Jahrhunderte in der Region das im Binnenland übliche Feudalsystem.
2. Bis 1511 hatte sich der Jadebusen in einer Serie verheerender Fluten gebildet und vergrößert. In dieser Zeit hatte sich ein Weserdelta gebildet, das aus Butjadingen und dem Stadland Inseln gemacht hatte. Direkt nach ihrer Machtübernahme in der Wesermarsch gingen die Grafen von Oldenburg daran, die Gewässer zwischen dem Jadebusen und der Weser nach und nach durch den Bau von Deichen und Entwässerungsanlagen trocken zu legen bzw. in kleine Wasserzüge zu verwandeln. Auf diese Weise wurden große Flächen fruchtbaren Landes „in Wert gesetzt“, was den Grafen von Oldenburg eine ertragreiche Zucht von Rindern und Pferden ermöglichte. Dies trug erheblich zum Aufstieg des Hauses Oldenburg bei.

Die evangelische Kirchengemeinde Rodenkirchen betont, dass Butjadingen und das Stadland „[u]nter der neuen Landesherrschaft“ eine nachhaltige wirtschaftliche und kulturelle Blüte erfahren hätten: „Gut gebildete Pfarrer und vermögende, selbstbewusste Repräsentanten der Kirchengemeinden sorgten dafür, dass die Kirchen in dieser Zeit außerordentlich prächtige Ausstattungen für den Gottesdienst nach lutherischer Ordnung erhielten. Für Rodenkirchen schuf der bedeutende Bildhauer Ludwig Münstermann aus Hamburg mit seiner Werkstatt ein Ensemble einzigartiger Kunstwerke.

Die letzte große Blütezeit des Viehhandels in der 2. Hälfte des 19. Jahrhunderts hinterließ mit der großzügigen Anlage des Marktplatzes und einer Vielzahl repräsentativer Gebäude im Stil des Historismus deutliche Spuren im Ortsbild von Rodenkirchen.“

## Sonstiges
Das 1914 aufgestellte Denkmal des Hartwarder Friesen in Hartwarden erinnert an die Schlacht.